# محمد أمين رسول زاده
محمد أمين رسولزاده (بالتركية: Mehmed Emin Resulzade)‏ (Məhəmməd Əmin Rəsulzadə) (الاسم الكامل: محمد أمين أخوند حاجي مولا الأكبر أغلو رسولزاده) (مولود في 31 يناير عام 1884 في باكو – توفي في 6 مارس عام 1955 في مدينة أنقرة)، سياسي وصحافي ورجل دولة أذربيجاني٬ أحد مؤسسي جمهورية أذربيجان الديمقراطية (1918-1920)٬ أحد زعماء الهجرة السياسية الأذربيجانية. هو من أكبر وأبرز شخصيات تاريخ أذربيجان٬ رَأَسَ حركة الاستقلال الوطني الأذربيجاني. كلامه: «العَلَمُ الذي ارتفع مرة واحدة لن ينزل أبدا!» أصبح شعار حركة الاستقلال في أذربيجان في القرن العشرين.

## حياته

### أسرته
محمد أمين رسولزاده ولد في 31 يناير عام 1884 ببلدة نوخاني في مدينة باكو. والده خادم الدين سجله في المدرسة الروسية-المسلمة اليانية في باكو التي كان مديرها مدرس شهير سلطان مجيد غنيزاده. بعد تخرجه من المدرسة محمد أمين أكمل دراسته باللغة الروسية في المدرسة التقنية بباكو. محمد أمين رسولزاده بدأ نشاطه الثوري تقريبا في هذه السنوات. وهو الذي وضع أساس حركة الاستقلال الوطني الأذربيجاني ووضع أساس جمهورية أذربيجان الديمقراطية على أصول الإدارة الجمهورية الأولى من نوعها ليس فقط في عالم تركي بل في كل العالم الإسلامي. في 1902 عندما كان عمره سبع عشرة سنة أسس منظمة الشباب المسلمة. هذه المنظمة كانت أولى منظمة سياسية التي أجرت النضال الخفي ضد الأصول الإدارية المستعمرية الروسية في القرن العشرين في أذربيجان.

### جده
محمدرسول رسولزاده. كان له ثلاثة أولاد: ألأكبر٬ عبد العزيز ودوستوخانيم. ابنه ألأكبر هو والد محمد أمين رسولزاده. ابنه الثاني عبد العزيز والد ثلاثة أولاد – محمدعلي٬ أمبولبانو وأمقلثوم. محمد أيمن رسولزاده تزوجد من ابنه عمه أمبولبانو. أخت أمبولبانو الشاعرة المعروفة أمقلثوم التي تزوجت الكاتب الشهير سيد حسين. ابنة محمدرسول دستوخانيم (عمة محمد أمين رسولزاده) توفيت عام 1930 وليس لها أولاد. محمدرسول كان يملك سوى بيت في نوفخاني أيضا بيتا كبيرا في باكو – حاليا الأرض التي عليها محطو مترو نزامي.

### والده
أخوند حجي مولا ألاكبر رسولزاده. كان إمام المسجد (أخوند باللغة الأذربيجانية) في بلدة نوفخاني. توفي عام 1926. قبره في مقبرة بلدة نوفخاني. ونشر خبر وفاته في العام 1927 بمدينة إسطنبول في مجلة «القوقازية الجديدة» التي كان ينشرها محمد أمين رسولزاده.

### أمه
زينت بنت ظال توفيت في صغره وربته وأخته شهرابانو زوجة والده الثانية السيدة مرال. مرالخانيم التي كانت امرأة كريمة جدا سافرت إلى كربلا عام 1929. وفي العام 1937 حكم عليها بالنفي إلى كازخستان وهي توفيت هناك.

### أخته
سيدة شهرابانو. أخت محمد أمين رسولزاده الوحيدة. التعقيبات والضغوطات من قبل الحكومة تسببت وفاتها في العام 1934. ابنتها سيدة كبرا كانت خاطبة رسول ابن محمد أمين رسولزاده. لكنه لم يقدر لهم الزواج لأن رسول اعدم باطلاق النار عليه.

### زوجته
أمبولبانو رسولزاده. وهي كانت ابنة عمه التي ولدت عام 1888. محمد أمين تزوج علها عام 1908أو 1909. رغم الصعوبات والتعقيبات من قبل الجمهورية السوفيتية بعد العام 1920أمبولبانو كانت تصدق نشاط زوجها وتدافع عنه. بعد اعدام ابنها رسول سافرت مع أسرتها إلى كازخستان وسكنوا في منطقة تشولاك-كورغان ثم في منطقة طالدي-كورغان. سيدة أمبولبانو التي لم تتحمل الحزن والأسى بقتل ابنها رسول وعاشت حياة صعبة في كازخستان توفيت هناك بسبب سكتة قلبية في العام 1939 ودفنت في نفس المكان.

### ابنته لطيفه
أول ابنة لمحمد أمين رسولزاده٬ ولدت عام 1910. تزوجت في العام 1929بداماد مسلمزاده الذي أصوله من بلدة لاهيج. في العام 1939حبس زوجها لعلاقته مع الحزب مساواة. في 1941 حكم عليها بالنفي مع ابنتيها فيروزه وإشوه إلى محافظة سميبالاتينسك في كازخستان. لكن ابنتها الثالثة سونا بقيت في المستشفى بسسب مرضها. سيدة لطيفة توفيت مع ابنتها إشوه في كازخستان من البرودة والجوع في عام 1943. لكن ابنتها فيروزه بقيت حية. أما ابنة سيدة لطيفة التي بقيت في المستشفى في باكو فلا يوجد أي خبر عنها. ويحتمل أنها توفيت من مرضها.

### ابنته خالده
ابنة صغيرة لمحمد أمين رسولزاده خالده (ولدت عام 1916) بعد وفات أمها لم تتحمل أن تبقى في كازخستان – في بلدة تالدي-كورغان ففي العام 1943هربت إلى باكو بمخاطرة حياتها. في باكو تنزل مؤقتة في بيت سيد حسين لكن بعد فترة معينة تحس أن هذا المكان أيضا تحت المعاقبة فترتحل إلى شماخي وبعد ذلك لا يخبر عنها أي خبر.

## نشاطه السياسي
أحد فروع المنظمة الخفية العاملة تحت اسم «جمعية ديمقراطية مسلمية مساواة» بعد فترة أسست كذلك في إيران وأصبحت دافعة قوية للثورة الدوستورية الفارسية (بين 1905 و1907) هنا. في نهاية 1904 أسست «المنظمة الديمقراطية الاجتماعية مسلمية حُمَّاتْ» لدى اللجنة الحزب الشيوعي السوفيتي بباكو على أساس جمعية ديمقراطية مسلمية مساواة. مؤسسو هذه المنظمة كانوا ميرحسن موسوموف٬ ممادحسان حجينسكي ومحمد أمين رسولزاده. مشهدي عزيزبايوف٬ نريمان نريمانوف٬ س.م.أفاندييف وغيرهم من الثوار بعد 1905 انضموا إلى عضوية هذه المنظمة. بين عامي 1904 و1905 هذه المنظمة بدأت نشر الصحيفة بعنوان «حُمَّاتْ» وأحد الناشرين لهذه الصحيفة كان محمد أمين رسولزاده. لكنها بعد 6 نشرات أوقفت نشاطها في 1905.
في العام 1906 هذه الصحيفة بدأت تنشر بعنوان «تكامل». إرسال هذه الصحيفة وإعلانات ثورية إلى مصانع النفط في باكو كذلك متعلق باسم محمد أمين. في 29 سبتمبر عام 1907 عند دفن ثوري خانلار سفرعلييف في مقبرة بيبيهيبات في باكو قام بنطق في الاجتماع أمام قبره ب.جاباريدزه٬ س.م.أفاندييف٬ إ.و.ستالين ومحمد أمين رسولزاده.